# Vitebsk
Vitebsk (belorusko Віцебск, Vicebsk, rusko Витебск, Vitebsk) je mesto v Belorusiji blizu meje z Rusijo in Latvijo z okoli 360.000 prebivalci. Vitebsk je glavno mesto in upravno središče Vitebske oblasti.
Mesto je nastalo okoli pristanišča ob Zahodni Dvini.
V Vitebsku sta se rodila:
- Marc Chagall, slikar,
- Žores Ivanovič Alfjorov, fizik.

Mesto uporablja za javni promet trolejbuse.